# گمینا سونگسک
گمینا سونگسک (به لهستانی:  Gmina Sońsk) یک گمینا در لهستان است که در شهرستان چیخانوف واقع شده‌است. گمینا سونگسک ۱۵۴٫۹۹ کیلومتر مربع مساحت و ۷٬۹۳۸ نفر جمعیت دارد.